# Arrondissement Sélestat
Sélestat is een voormalig arrondissement van het Franse departement Bas-Rhin in de regio Elzas. De onderprefectuur was Sélestat. Het arrondissement is geformeerd in 1919. In 1974 werd het aangrenzende arrondissement Erstein opgeheven, waarbij het grootste deel opging in dit arrondissement, dat werd hernoemd naar arrondissement Sélestat-Erstein.

## Kantons
Het arrondissement was samengesteld uit de volgende kantons:
- Kanton Barr
- Kanton Marckolsheim
- Kanton Sélestat
- Kanton Villé